# Colibrí carablau
El colibrí carablau (Klais guimeti) és una espècie d'ocell de la subfamília dels troquilins (Trochilinae) dins la família dels troquílids (Trochilidae) i única espècie del gènere Klais Reichenbach, 1854.

## Hàbitat i distribució
Es troba a Bolívia, Brasil, Colòmbia, Costa Rica, l'Equador, Hondures, Nicaragua, Panamà, el Perú, i Veneçuela. El seu hàbitat natural són boscos humits de terres baixes subtropicals o tropicals, muntanyes humides subtropicals o tropicals i antics boscos molt degradats.